# Buzer.de
buzer.de ist eine juristische Datenbank, die deutsches Bundesrecht dokumentiert. Die Dokumentation umfasst die dem Fundstellennachweis A zugeordneten Rechtsgebiete, deren Vorschriften ganz überwiegend im Bundesgesetzblatt Teil I verkündet werden.

## Inhalt
Die Datenbank enthält jeweils den geltenden und früheren Text der Gesetze und Verordnungen und aller Veröffentlichungen im Bundesgesetzblatt Teil I seit 2006. Änderungen und frühere Fassungen sind in Form von Gegenüberstellungen abrufbar. Im Text zitierte Rechtsvorschriften sind direkt verknüpft und die aufgerufene Vorschrift zitierende Normen werden aufgelistet. Neben den obligatorischen Suchfunktionen können thematisch zusammenhängende Rechtsvorschriften durch die elektronische Nachbildung der Struktur des Fundstellennachweis A aufgefunden werden. Ermächtigt ein Gesetz zum Erlass von Rechtsverordnungen, werden diese in einem separaten Bereich aufgelistet. Soweit ein Gesetzgebungsvorgang im Dokumentations- und Informationssystem für Parlamentsmaterialien dokumentiert ist (alle Gesetze sowie Rechtsverordnungen mit Bundesratsbeteiligung ab der 8. Wahlperiode), wird diese Dokumentation bei der jeweiligen Rechtsvorschrift verknüpft.
Seit 2015 wird ein Aktualitätendienst per E-Mail angeboten, der über Änderungen ausgewählter oder aller Vorschriften des Bundesrechts informiert.
Der Betrieb der Datenbank basiert auf dem Open-Access-Prinzip und finanziert sich durch Werbung.